# Ceroplesis rugosopunctata
Ceroplesis rugosopunctata là một loài bọ cánh cứng trong họ Cerambycidae.